# 91
91（九十一、きゅうじゅういち、ここのそじあまりひとつ）は自然数、また整数において、90の次で92の前の数である。

## 性質
- 91は合成数であり、正の約数は 1, 7, 13, 91 である。
  - 約数の和は112。
- 31番目の半素数である。1つ前は87、次は93。
- 91 = 1 + 2 + 3 + 4 + 5 + 6 + 7 + 8 + 9 + 10 + 11 + 12 + 13
  - 13番目の三角数である。1つ前は78、次は105。
    - 三角数が四角錐数となる3番目の数である。1つ前は55、次は208335。
    - 三角数において各位の和も三角数になる10番目の数である。1つ前は78、次は105。(オンライン整数列大辞典の数列 A062099)
    - 91 = 36 + 55
      - 2つの異なる三角数の和で表せる5番目の三角数である。1つ前は66、次は120。(オンライン整数列大辞典の数列 A112352)

    - 91 = 3 + 10 + 78 = 10 + 15 + 66 = 10 + 36 + 45 = 15 + 21 + 55
      - 3つの異なる三角数の和で表せる5番目の三角数である。1つ前は66、次は105。(オンライン整数列大辞典の数列 A112353)

    - 6番目の素数番目の三角数である。1つ前は66、次は153。(オンライン整数列大辞典の数列 A034953)

  - 7番目の六角数である。1つ前は66、次は120。
91 = 7 × (2 × 7 − 1)
- 91 = 12 + 22 + 32 + 42 + 52 + 62
  - 6番目の四角錐数である。1つ前は55、次は140。
  - 6連続整数の平方和とみたとき1つ前は55、次は139。ただし自然数の範囲では最小の数である。
- 91 = 33 + 43
  - 2つの正の数の立方数の和で表せる9番目の数である。1つ前は72、次は126。(オンライン整数列大辞典の数列 A003325)
  - 2つの正の数の立方数の和で表せる2番目の三角数である。1つ前は28、次は351。(オンライン整数列大辞典の数列 A113958)
  - 異なる2つの正の数の立方数の和で表せる6番目の数である。1つ前は72、次は126。(オンライン整数列大辞典の数列 A024670)
  - n = 3 のときの n3 + (n + 1)3 の値とみたとき1つ前は35、次は189。(オンライン整数列大辞典の数列 A005898)
  - n = 3 のときの 3n + 4n の値とみたとき1つ前は25、次は337。(オンライン整数列大辞典の数列 A074605)
  - 91 = 63 + (−5)3 = 33 + 43
    - 2つの立方数の和2通りで表せる最小の数である。次は152。(オンライン整数列大辞典の数列 A051347)
      - 2つの正の数の立方数の和2通りで表せる数のうち最小なのは 1729 = 13 + 123 = 93 + 103 (キャブタクシー数、タクシー数参照)
- 91 = 90 + 91 + 92
  - a = 9 のときの a0 + a1 + a2 の値とみたとき1つ前は73、次は111。
    - a0 + a1 + a2 で表せる3番目の三角数である。1つ前は21、次は703。

  - 9の累乗和とみたとき1つ前は10、次は820。(オンライン整数列大辞典の数列 A002452)
    - 91 = 93 − 1/9 − 1 = 103 + 1/10 + 1

  - 91 = 30 + 32 + 34
    - a = 3 のときの a0 + a2 + a4 の値とみたとき1つ前は21、次は273。(オンライン整数列大辞典の数列 A059826)
    - 91 = (32 + 3 + 1) × (32 − 3 + 1)

  - 91 = 12 + 32 + 92
    - 3つの平方数の和1通りで表せる41番目の数である。1つ前は88、次は93。(オンライン整数列大辞典の数列 A025321)
    - 異なる3つの平方数の和1通りで表せる27番目の数である。1つ前は84、次は93。(オンライン整数列大辞典の数列 A025339)
    - n = 2 のときの 1n + 3n + 9n の値とみたとき1つ前は13、次は757。(オンライン整数列大辞典の数列 A034513)
- 1/91 = 0.010989… (下線部は循環節で長さは6)
  - 逆数が循環小数になる数で循環節が6になる18番目の数である。1つ前は84、次は104。
- 約数の和が91になる数は1個ある。(36) 約数の和1個で表せる24番目の数である。1つ前は78、次は93。
  - 約数の和が奇数になる10番目の奇数である。1つ前は63、次は93。
- 各位の和が10になる9番目の数である。1つ前は82、次は109。
- 各位の積が9になる4番目の数である。1つ前は33、次は119。(オンライン整数列大辞典の数列 A034056)
- 91 = 63 − 53
  - n = 6 のときの n3 − (n − 1)3 の値とみたとき1つ前は61、次は127。(オンライン整数列大辞典の数列 A003215)
  - 91 = 62 + 6 × 5 + 52
    - 1辺6の立方体を1辺1の立方体216個を使って作ったとき、同時に見ることができる1辺1の立方体は最大91個である。

  - 6番目の中心つき六角数である。
- 91 = 102 − 9
  - n = 10 のときの n2 − 9 の値とみたとき1つ前は72、次は112。(オンライン整数列大辞典の数列 A028560)

## その他 91 に関連すること
- 原子番号 91 の元素はアクチノイドのプロトアクチニウム (Pa) である。
- 91 はインド (IND) の国際電話 国番号。
- 第91代天皇は後宇多天皇である。
- 日本の第91代内閣総理大臣は福田康夫である。
- 第91代ローマ教皇はザカリアス（在位：741年12月3日～752年3月15日）である。
- 年始から数えて91日目は4月1日（閏年は3月31日。）学校、企業の新年度の開始日。
- タイでレギュラーガソリンのこと。
- クルアーンにおける第91番目のスーラは太陽である。
- 平面上において最も密に円を並べたときの充填率は約91%である。(正確には{\displaystyle {\frac {{\sqrt {3}}\pi }{6}}}である。)(オンライン整数列大辞典の数列 A093766)